# Asionurus
Asionurus is een geslacht van haften (Ephemeroptera) uit de familie Heptageniidae.

## Soorten
Het geslacht Asionurus omvat de volgende soorten:
- Asionurus petersi
- Asionurus primus
- Asionurus ulmeri